# Civitavecchia
Civitavecchia es un municipio italiano situado en la ciudad metropolitana de Roma Capital, en la región del Lacio. Tiene una población estimada, a fines de marzo de 2023, de 51 659 habitantes.
Su puerto, en el mar Tirreno, está formado por dos muelles y un rompeolas, sobre el que se alza un faro.

## Historia
La ciudad moderna se erigió sobre un asentamiento previo etrusco. El puerto fue construido por el emperador Trajano a comienzos del siglo II. La primera mención del nombre Centum Cellae aparece en una carta de Plinio el Joven (año 107). El origen del nombre es discutido: se ha sugerido que pudo referirse a las centum ("cien") salas de la villa del emperador.
En la ciudad murió el vigésimo primer papa, Santo Cornelio. Por haber sido expulsado de Roma, lo encerraron en Civitavecchia. Durante la Alta Edad Media, Centumcellae fue un baluarte bizantino. Capturada por los sarracenos en 828, fue más tarde adquirida por los Estados Pontificios.[cita requerida]
Urbano VIII destinó importantes sumas de dinero para mejorar y construir baluartes defensivos.
El lugar se convirtió en puerto franco bajo el papa Inocencio XII en 1696 y para la Edad Moderna era el principal puerto de Roma. Fue ocupado por los franceses en 1806. La línea de ferrocarril entre Roma y Civitavecchia se inauguró el 16 de abril de 1859. Las tropas papales abrieron las puertas de la fortaleza al general italiano Nino Bixio en 1870.
Durante la Segunda Guerra Mundial, Civitavecchia resultó muy dañada por los bombardeos aliados.
El 13 de enero de 2012, el crucero Costa Concordia partió de este puerto. En menos de tres horas, impactó contra una roca y quedó semihundido frente a la isla de Giglio, con un balance de 32 muertos.

## Geografía
Se encuentra a unos 60 km al noroeste de Roma.

### Clima
Civitavecchia tiene un clima mediterráneo (Csa según la clasificación climática de Köppen).
| Parámetros climáticos promedio de Civitavecchia | Parámetros climáticos promedio de Civitavecchia | Parámetros climáticos promedio de Civitavecchia | Parámetros climáticos promedio de Civitavecchia | Parámetros climáticos promedio de Civitavecchia | Parámetros climáticos promedio de Civitavecchia | Parámetros climáticos promedio de Civitavecchia | Parámetros climáticos promedio de Civitavecchia | Parámetros climáticos promedio de Civitavecchia | Parámetros climáticos promedio de Civitavecchia | Parámetros climáticos promedio de Civitavecchia | Parámetros climáticos promedio de Civitavecchia | Parámetros climáticos promedio de Civitavecchia | Parámetros climáticos promedio de Civitavecchia |
| Mes                                             | Ene.                                            | Feb.                                            | Mar.                                            | Abr.                                            | May.                                            | Jun.                                            | Jul.                                            | Ago.                                            | Sep.                                            | Oct.                                            | Nov.                                            | Dic.                                            | Anual                                           |
| ----------------------------------------------- | ----------------------------------------------- | ----------------------------------------------- | ----------------------------------------------- | ----------------------------------------------- | ----------------------------------------------- | ----------------------------------------------- | ----------------------------------------------- | ----------------------------------------------- | ----------------------------------------------- | ----------------------------------------------- | ----------------------------------------------- | ----------------------------------------------- | ----------------------------------------------- |
| Temp. máx. media (°C)                           | 12.8                                            | 13.1                                            | 14.6                                            | 16.7                                            | 20.3                                            | 23.6                                            | 26.5                                            | 27                                              | 24.9                                            | 21.4                                            | 17                                              | 13.9                                            | 19.3                                            |
| Temp. mín. media (°C)                           | 7.1                                             | 7.4                                             | 8.5                                             | 10.6                                            | 14.3                                            | 17.5                                            | 20.3                                            | 20.5                                            | 18.5                                            | 15.2                                            | 11.1                                            | 8.1                                             | 13.3                                            |
| Precipitación total (mm)                        | 94                                              | 71.1                                            | 50.8                                            | 53.3                                            | 43.2                                            | 17.8                                            | 10.2                                            | 25.4                                            | 55.9                                            | 83.8                                            | 88.9                                            | 71.1                                            | 665.5                                           |
| Fuente: Intellicast                             |                                                 |                                                 |                                                 |                                                 |                                                 |                                                 |                                                 |                                                 |                                                 |                                                 |                                                 |                                                 |                                                 |

## Economía
Civitavecchia es hoy en día un puerto de cruceros y ferries, la principal conexión marítima del centro de Italia con Cerdeña y Barcelona. La pesca tiene una importancia secundaria.  
La ciudad es también la sede de dos centrales termoeléctricas. La conversión de una de ellas a una de carbón ha hecho surgir protestas ciudadanas por temor a la contaminación ambiental.

## Principales lugares de interés
- La Fortaleza Michelangelo fue encargada a Bramante por el papa Julio II para defender el puerto de los ataques piratas y fue completada en 1535 por Antonio da Sangallo el Joven, durante el papado dePablo III. Una tradición local dice que la torre del homenaje, es decir, la torre principal de la fortaleza, fue diseñada por Michelangelo Buonarroti. De ahí proviene el nombre con el que se la conoce generalmente. El edificio, de imponentes dimensiones, tiene forma de cuadrilátero. Su planta, con forma de cuadrilátero, mide aproximadamente 100 x 120 m. Tiene cuatro torres en las esquinas y un torreón octogonal.
- La Rocca ("castillo"), reconstruida en el siglo XV por el papa Sixto V. Posteriormente, en el siglo XVI, el papa Pío IV añadió un palacio.

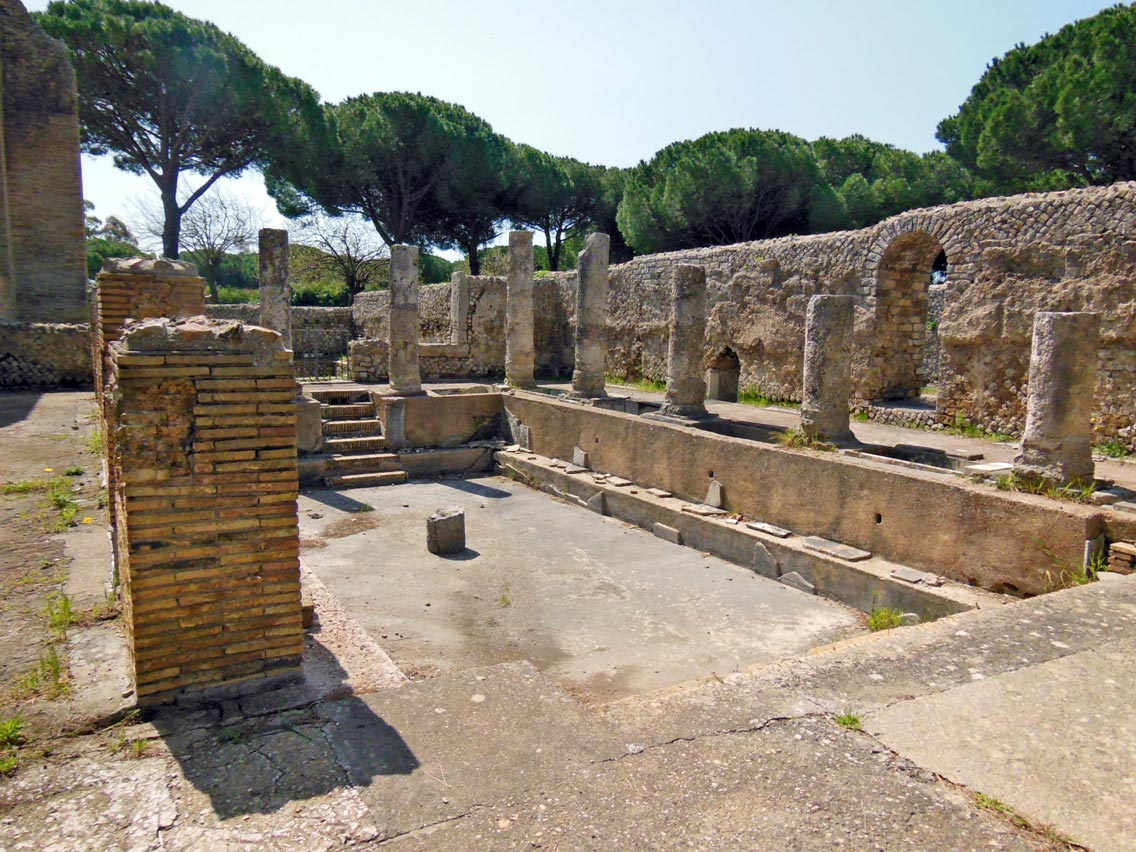
Termas Taurinas o de Trajano

- Termas Taurinas o de Trajano, antiguo complejo de edificios termales de origen romano en excelente estado de conservación.
- La catedral de San Francisco de Asís fue construida sobre los restos de una pequeña iglesia franciscana bajo el pontificado de Pablo V, en 1610. El edificio actual, con líneas barrocas y neoclásicas, se levantó en el siglo XVIII.

Al norte de la ciudad están las Terme della Ficoncella, termas frecuentadas por los locales y los romanos. El nombre deriva de una higuera situada entre las piscinas.

## Transporte
La estación de tren de Civitavecchia es la terminal occidental de la línea Roma-Civitavecchia, que forma parte de la línea Pisa-Livorno-Roma.
En lo referente al transporte marítimo, el puerto de Civitavecchia está conectado con Barcelona, Cerdeña, Sicilia y Túnez, entre otros lugares.

## Demografía
| Gráfica de evolución demográfica de Civitavecchia entre 1861 y 2023 |
|                                                                     |
| Fuente: ISTAT - Elaboración gráfica de Wikipedia                    |